# Сливински, Жанетт
Жанетт Сливински (англ. Jeanette Sliwinski, род. 1982) — бывшая модель из Чикаго. 14 июля 2005 года, согласно следствию, она пыталась покончить с собой за рулём, что привело к аварии, в результате которой погибли трое местных музыкантов.

## Ранние годы
Жанетт Сливински родилась в 1982 году в семье польских иммигрантов. Она училась в средней школе Фаруэлла. После окончания средней школы она начала работать моделью, чтобы финансировать получение степени бакалавра в области маркетинга. После школы она начала карьеру модели в местной печати, где её фотографии попали в календари и рекламу нижнего белья. В 2002 году она переехала в Лос-Анджелес и работала моделью на выставках.

## Обвинение в убийстве
14 июля 2005 года после ссоры со своей матерью Сливински выбежала из двери и угнала свою машину, якобы пытаясь покончить с собой, превысив скорость на Демпстер-стрит в Скоки, штат Иллинойс. Попытка самоубийства не удалась, но этот поступок привёл к смерти Джона Глика из The Returnables, Дугласа Мейса из The Dials и EXO и Майкла Далквиста из Silkworm, когда её машина, которая двигалась со скоростью более 80 миль в час, проехала на красный свет и врезалась в их машину на перекрёстке. Оба автомобиля перевернулись. Первые звонки в службу 911 поступили около 00:15. Перед смертью Мейса его и Сливински доставили в больницу на машинах скорой помощи. Полиция хотела допросить Мейса до того, как его отправят на экстренную операцию, но было слишком поздно, и Мейс скончался через 10 минут от множественных травм. Когда полиция допросила Сливински, спросив, намеренно ли она въехала в машину, она неоднократно меняла свои показания. 15 июля в 17:30 сотрудники полиции Скоки арестовали Сливински в её больничной палате. После аварии Сливински перенесла операцию по поводу перелома лодыжки в больнице Святого Франциска в Эванстоне, а затем была переведена в Службу здравоохранения Чермак в тюрьме округа Кук. Позже ей было предъявлено обвинение по трём пунктам обвинения в убийстве первой степени и двум пунктам обвинения в нанесении побоев при отягчающих обстоятельствах.

## Суд и тюремное заключение
Сливински не признала себя виновной по причине невменяемости, и суд над ней начался 15 октября 2007 года. Чтобы доказать, что Сливински была психически больна, её адвокаты показали записи о том, что она была госпитализирована в чикагскую психиатрическую больницу всего за две недели до авиакатастрофы и что её выписали всего через день. Сливински была признана невиновной в убийстве первой степени, но была признана виновной по менее серьёзному обвинению — в убийстве по неосторожности. Её приговорили к восьми годам лишения свободы с возможностью условно-досрочного освобождения после года и 7 месяцев хорошего поведения. Услышав о результатах суда, члены всех трёх музыкальных групп, потерявших участников, заявили, что «у них нет слов». Сливински отбывала наказание в исправительном центре Дуайта, женской тюрьме строгого режима примерно в 80 милях к юго-западу от центра Чикаго. Тюремные чиновники тайно перевели Сливински из исправительного центра Дуайта в исправительный центр Линкольна недалеко от Спрингфилда в штате Иллинойс, для её защиты.

## Освобождение из тюрьмы
Сливински была освобождена из исправительного центра Линкольна условно-досрочно утром 2 октября 2008 года. Срок заключения Сливински был сокращён законом штата Иллинойс, благодаря которому срок может уменьшиться вдвое. Она также получила кредит за время, проведённое в тюрьме округа Кук в ожидании суда, сокращение на шесть месяцев за хорошее поведение и сокращение на три месяца за получение консультации в тюрьме. Департамент исправительных учреждений штата Иллинойс получил угрозы смертью в адрес Сливински незадолго до её освобождения. В результате полиция стояла на страже возле дома её семьи в Мортон-Гроув. Сливински находилась на испытательном сроке в течение года до 2 октября 2009 года. У Жанетт была возможность восстановить свои водительские права уже в 2010 году.

## Телешоу
10 августа 2008 года история Сливински была показана в телесериале Snapped телеканала Oxygen, посвящённом женщинам-преступницам. Шоу не содержало никаких заявлений Сливински или её семьи.